# 3544 Borodino
Borodino (asteróide 3544) é um asteróide da cintura principal, a 1,8738523 UA. Possui uma excentricidade de 0,2199263 e um período orbital de 1 359,83 dias (3,72 anos).
Borodino tem uma velocidade orbital média de 19,21732206 km/s e uma inclinação de 8,90351º.
Este asteróide foi descoberto em 7 de Setembro de 1977 por Nikolai Chernykh.